# أجندة سياسية
الأجندة السياسية (بالإنجليزية: Political agenda)‏، هي قائمة بالموضوعات أو المشكلات والقضايا التي يوليها المسؤولون الحكوميون وكذلك الأفراد من خارج الحكومة اهتمامًا جادًا في أي وقت.غالبًا ما يتم تشكيل الأجندة السياسية، من قبل «النخب السياسية»، كما يمكن أن تتأثر أيضًا بجماعات الضغط الناشطة، والعاملين في القطاع الخاص، ومراكز الفكر، والمحاكم، والأحداث العالمية الجارية.
تختلف الأجندة الحكومية من نظام سياسي إلى آخر، ولكن كل «الأجندات» تتضمن طرحا لمشكلات المجتمع، وقضاياه مثل: البطالة، والفقر، وارتفاع نسب الجريمة، وتسرب الأطفال من المدارس، وتوتر العلاقات الدبلوماسية مع دولة ما، وانخفاض سعر صرف العملة الوطنية. 
كما تتأثر «الأجندة السياسية»، بالتغطية الإعلامية، المترتبة على نجاح الأحزاب السياسية بالتأثير عليها، وقدرتها على وضع أفكارها على جدول الأعمال.، على الرغم من أن وسائل الإعلام غالباً ما يكون لها تأثير على الأجندة السياسية، إلا أن هذه النتائج ليست دائماً فورية. فعندما يكون هناك فرق زمني كبير بين القرارات والنتائج، فإنه يسمى تأخر الأجندة السياسية.

## كيف يؤثر اللاعبون على الأجندة السياسية

### النخب السياسية
يتم تعريف «الأجندة السياسية» بشكل أساسي على أنها ما يجده المسؤولون الحكوميون مهمًا للمناقشة. فيتمتع الأشخاص الأقرب إلى العملية السياسة، بالسيطرة الأكبر على القضايا التي تصل إلى «الأجندة السياسية». فهم الأكثر قدرة، على تحديد الأفكار، أو القضايا الأكثر أهمية، أو الليست مهمة.
على سبيل المثال: يتمتع رئيس الولايات المتحدة بصلاحية إبرام المعاهدات، وتعيين السفراء، وتعيين قضاة المحكمة العليا، وما إلى ذلك. وتحدد هذه الأنواع من السلطات في نهاية المطاف، ما هي الأصوات الموجودة في البرلمان، وعلى ماذا تصوت، وبالتالي ماهي القضايا التي تصل إلى «الأجندة السياسية».

### جماعات الضغط الناشطة غير الحكومية
بعض جماعات الضغط غير الحكومية، مثل جمعيات الأحياء، تدعو إلى تجميل المجتمع أو تحسين المجتمعات. وكذلك أيضا العديد من الجماعات الناشطة المهمة الأخرى، مثل تلك الموجهة نحو حقوق الإنسان، والعدالة الاجتماعية، فإنها تناضل من أجل المثل العليا.
تعمل هذه المجموعات، بالضغط المستمر على قادة الحكومات، الذين يشكلون جدول الأعمال. فإذا تم ممارسة ما يكفي من الضغط على القادة السياسيين من خلال هذه الجماعات الناشطة، فإنه يمكن تغيير القضايا، والأفكار، التي تصل في نهاية المطاف إلى الأجندة السياسية.
على سبيل المثال: تحاول جمعية المحامين الأمريكية (ABA)، والجمعية الطبية الأمريكية (AMA)، عادةً التأثير على السياسيين، من أجل الوظائف المهنية.

### أحداث العالم
عندما يحدث شيء غير متوقع، فإنه يمكن أن يجبر الأجندة السياسية على التغيير على الفور. على سبيل المثال، عندما وقع إعصار كاترينا، أو هجمات مركز التجارة العالمي، والتي كانت أحداثًا غير متوقعة، ولكنها كانت ذات أولوية على الأجندة السياسية.
عندما تحدث أحداث عالمية كبيرة (الكوارث / مآسي)، غالبًا ما تتبعها استجابة سياسية أيضًا، وبالتالي فإن القضايا والأفكار التي تصل إلى الأجندة السياسية، تتغير أحيانًا ببساطة بسبب ما حدث في العالم.

### المحاكم
عندما تتخذ المحاكم قراراً، أو تسن قانونا جديدا يغير طريقة التفكير السابقة، عندها تكون هذه الفكرة على الفور، على جدول الأعمال السياسي، لأن القوانين، والإدارة العامة يجب أن تتغير وفقاً لذلك. فعلى سبيل المثال: قرار مابو، الذي أصدرته المحكمة العليا في عام 1992، والذي ألغى القوانين السابقة بشأن تحديد سندات الملكية الأصلية.

### مراكز البحوث
مراكز البحوث، مؤسسات الفكر، بحاجة دائما إلى دعم مالي. وفي معظم الأحيان، يقوم المستثمرون الأثرياء، والراغبون في طرح فكرة، أو قضية معينة على جدول الأعمال السياسي، بتأسيسها كنوع من الضغط.
قد تشمل هذه القضايا: الاقتصاد، الضرائب، السياسة الخارجية، التنمية العالمية، التعليم، الأطفال والأسر، أو الرعاية الصحية.
من الأمثلة على مؤسسات الفكر والرأي التي تعزز منظورًا سياسيًا معينًا في الأجندة السياسية: مؤسسة التراث، ومعهد المشروع الأمريكي لأبحاث السياسة العامة الذي يعد محافظًا للغاية. من ناحية أخرى، فإن مركز التقدم الأمريكي أكثر ليبرالية بدوافعه.
.

## اختلاف النظريات حول من يضع الأجندة
ثلاثة مناهج فلسفية، أو ثلاث نظريات رئيسية حول كيفية وضع الأجندات السياسية، وأي المجموعات لها أكبر رأي في القرارات المتعلقة بها، وهم: النظرية التعددية، والنظرية النخبوية، والنظرية المؤسسية.

### النظرية التعددية
تقوم هذه النظرية، على مبدأ أن برامج الحكومة هي نتائج تشابك مصالح جماعات، وأحزاب، وقوى سياسية عديدة في الدولة.. بحيث تتنافس هذه الجهات على لعب دور أكثر تأثيرا على أجندة الحكومة، ويكون الهدف الأسمى لكل مجموعة هو التأثير الفاعل على صانعي السياسة العامة.
بحيث يقوم صانعو السياسة، بصياغة أجندة حكومية تعكس مصالح تلك المجموعة، وعندما تتزاحم المصالح، تكون فرصة التأثير على عملية صياغة الأجندة، من صالح المجموعة الأقوى، والأكثر نفوذا، والأقدر على التعامل مع الحياة السياسية.
وتستمر العملية الديمقراطية بسلاسة، لأن كل الجماعات المنافسة، تؤثر بشكل أو بآخر على الأجندة، وتصل مصالح الجماعات المتباينة إلى حالة من التوافق (تسمى توازن)، مما يمنع أية مجموعة من أن تسيطر سيطرة كاملة على صياغة الأجندة الحكومية أو احتكارها، ونرى هذا النهج بأجلى صوره في نظام الحكم في الولايات المتحدة، التي لا تتم فيها صناعة السياسة العامة، إلا بهذه الصورة التعددية.

### النظرية النخبوية
هو أسلوب صياغة الأجندة الحكومية، عن طريق تكريس السلطة لتحديد وتعريف مشكلات المجتمع بأيدي عدد قليل من الأفراد، والمؤسسات، يسمون «النخبة».
وبالرغم من أن النخبة، لا يشكلوا سوى نسبة ضئيلة من المجتمع، لكنهم يملكون ثروات، ونفوذا، وسلطات تفوق حجمهم العددي، وفي الوقت ذاته تدعي النخبة أنها تمثل المجتمع كله، فهي تملك معرفة وقدرة على فهم مشكلات المجتمع، والتعبير عنها بصورة أفضل من تلك التي يقوم بها العامة، والذين يكونون على الأغلب جهلة أو غير مبالين.
وبسبب النظرة الطبقية التي تؤمن بها النخبة، فان هناك من يجادل بأن النخبة تقمع الآراء التي لا تروق لها وتحتكر القوة، كما يدعي باحثون آخرون بأن النخبة تحارب أي محاولة للتغيير، لأنها تتوجس خيفة من التغييرات التي قد تفقدها قوتها، وتحرمها من التمتع بامتيازات ومنافع عديدة، يكون غالبية أبناء وبنات المجتمع محرومين منها.

### النظرية المؤسسية
النظرية المؤسسية، ويطلق عليها أيضا منهج مركزية الدولة، وهو منهج قائم على الاعتقاد بأن برنامج عمل الحكومة، يتم صياغته عن طريق تنافس عدة مصالح متباينة داخل مؤسسات الدولة.
فالمسئولون، والموظفون في وزارات، ودوائر، وأجهزة الدولة المختلفة، يتنافسون حول من سيحصل على النصيب الأكبر من موازنة الدولة، لهذا تتنافس كل هذه الفئات بشكل مستمر في محاولة دئوبة لإدخال أو إزالة بند ما من على الأجندة الحكومية.
وأحد عيوب هذا المنهج، تتمثل بأن الصراعات داخل أجهزة الدولة، قد تؤدي إلى تشويه سمعة الحكومة، وإظهارها بمظهر المؤسسة المتشرذمة، مما يفقد المواطنين ثقتهم بالحكومة.

## العوامل المؤثرة في عملية صياغة الأجندة الحكومية
إن وجود بنود على «الأجندة الحكومية»، يعني أن أمرا ما يتطلب تدخل الحكومة لإصلاحه، ومعالجته، وتمر عملية وضع قضية ما على أجندة الحكومة بعدة مراحل .. هذه المراحل تكون متشابكة في كثير من الأحيان، كما لا يشترط أن تكون كل المراحل متتابعة، وهذه المراحل هي:
1. الشعور أو الإدراك بأن شيئا ما فيه عيب، ويتطلب تدخلا حكوميا لتصويبه أو علاجه، وعلينا هنا معرفة أن شعور شخص مهم أو متنفذ بوجود مشكلة ما قد يعادل (من حيث أهميته) إدراك مجموعة أشخاص عاديين لوجود المشكلة ذاتها.
2. الرغبة في أن تتعامل الحكومة مع قضية ما، هذه الرغبة قد تكون ناتجة عن فداحة المشكلة أو عن اقترابها من الشخص المسئول، أو تأثيرها على أشخاص عديدين في المجتمع.
3. تأثير المشكلة على التكلفة التي قد يتكبدها المجتمع عند تنفيذ سياسة ما، فتنفيذ سياسة بناء مستشفيات حكومية جديدة، يرتبط ارتباطا وثيقا بعدد المواطنين الذين تتوقع منهم الحكومة أن يراجعوا مستشفياتها الحكومية.
4. ردود فعل المواطنين، تؤدي إلى تغيير أولويات الحكومة، فإذا كان هناك اهتمام شعبي بقضية ما فإن الحكومة تضطر إلى الاستجابة للضغط الشعبي، فتدرج تلك القضية على أجندتها، وإذا كانت مشكلة ما موجودة أصلا على برنامج عمل الحكومة لكن كانت هناك مطالب شعبية بالمطالبة بمزيد من الاهتمام الرسمي بالقضية، نجد أن الحكومة قامت بتغيير مكانة القضية في أجندتها، ووضعها على رأس الأجندة أي على قائمة أولوياتها .
5. توجه الحكومة نحو الترويج لسياسات معينة في أوقات معينة، فأحيانا تلجأ الحكومات إلى تعبئة المجتمع والرأي العام باتجاه قبول أو رفض سياسة ما، الأمر الذي يؤثر في الأجندة الحكومية .. فمثلا عندما أرادت حكومتا الحزب العمالي البريطاني، والحزب الجمهوري الأمريكي، تعبئة الرأي العام في بريطانيا وفي الولايات المتحدة لتجعلاه يقبل ويدعم توجه حكومتا البلدين لاحتلال العراق، قامت الحكومتان بالإكثار من التصريحات الرسمية حول خطر مزعوم للعراق على أمن الدولتين.
6. علاقة المشكلة بقيم رئيسة وإيجابية يؤمن بها المجتمع، فإذا كانت مشكلة ما ترتبط بقيم رئيسة كالحرية، والأمن الاجتماعي، والشورى، والوحدة الوطنية .. تشجع صانعو القرارات الحكومية على إيلاء تلك المشكلة أهمية خاصة، فالحكومة دوما تستعد للعب دور القدوة الحسنة لمواطنيها.
7. إن عدم تمكن أية جهة غير حكومية من حل مشكلة ما .. يجعل الحكومة تشعر بالمسئولية الأخلاقية والسياسية للتدخل لحل تلك المشكلة .. فإذا كانت مشكلة معينة مثل فرض تأمين صحي شامل لجميع المواطنين أمرا لا يمكن للسوق الحر معالجته .. تضطر الحومة حينها لتبني تلك المشكلة وإدراجها على جدول أعمالها.
8. وجود ظواهر مقنعه، تؤكد للحكومة أن وضعا ما إذا لم تتدخل الحكومة لمعالجته فسوف يتطور ليصبح مشكلة في المستقبل، استشراف مستقبل المشكلات المجتمعية يحفز الحكومة على التدخل الوقائي، مثل اهتمام الحكومة بإجراء فحص إجباري للعازمين على الزواج بقصد الكشف المبكر عن أمراض وراثية أو أوبئة خطيرة.

## أنواع الأجندات الحكومية
إن برامج عمل الحكومات، تختلف كثيرا من وقت لآخر، ومن حكومة لأخرى .. لكن يمكننا تصنيف الأجندات الحكومية، بحسب بنيتها إلى خمسة أنواع رئيسة هي:

### أجندة شاملة
برامج الحكومة التي تتصف بشموليتها، من حيث إنها تتضمن قضايا كثيرة، وليست محصورة على نوع واحد من المشكلات التي يواجهها المجتمع مثل القضايا السياسية، والاقتصادية، والاجتماعية، والأمنية، والعلمية.
أجندات يضعها السياسيون، ونادرا ما تسمح الحكومة لأشخاص أو مؤسسات غير تلك التابعة لها بأن تتدخل في تحديد بنودها .. مثل أجندة الحرب الأمريكية على العراق والتي صنعتها مؤسسات الحكم الأمريكية، مع دور لا يكاد يذكر لمؤسسات المجتمع المدني، أو المؤسسات التي تمثل المواطنين، وتعكس آراء مغايرة لما تريده الحكومة.
كل القضايا التي تندرج في الأجندة، يكون لها أهمية كبيرة، وتؤثر في حياة عددًا كبيرًا من المواطنين كقضايا الأمن الاجتماعي، والبطالة، والتضخم.

### أجندة مؤسسية
محصورة بنشاط مؤسسة معينة، مثل أجندة وزارة التربية والتعليم، والتي تضم بنودا كلها تتعلق بالتربية والتعليم، تتضمن قضايا يريد صانعو القرارات في المؤسسة القيام بخطوات عملية لإيجاد حلول لها .
وعليه فكل القضايا على الأجندة، تكتب بلغة واضحة مع ذكر أسماء الأشخاص، والدوائر، والجهات، ذات العلاقة.

### أجندات مرحلية
هي برامج عمل مرتبطة بفترة زمنية محددة، بحيث لا تتجاوزها، مثل أجندة حكومة السعودية لإدارة الحج، وهي أجندة محددة بفترة قد لا تزيد مثلا عن أربعة أشهر.. أو أجندة شهر رمضان المبارك في مكة المكرمة، من حيث العمرة، وصلاة التراويح، وصلاة التهجد.

### أجندة خاصة بالأزمة
هي برنامج عمل يصف أولويات الحكومة في التعامل مع مشكلة طارئة محددة، مثال ذلك، أجندة وزارة الصحة السعودية، وأجندة وزارة الداخلية السعودية، وأجندة وزارة التعليم السعودية للتعامل مع فيروس كورونا.